# 24934 Natecovert
24934 Natecovert este un asteroid din centura principală de asteroizi.

## Descriere
24934 Natecovert este un asteroid din centura principală de asteroizi. A fost descoperit pe 6 aprilie 1997 la Socorro, New Mexico, în cadrul proiectului LINEAR. Asteroidul prezintă o orbită caracterizată de o semiaxă mare de 2,62 ua, o excentricitate de 0,16 și o înclinație de 13,8° în raport cu ecliptica.